# 292. Infanterie-Division (Wehrmacht)
Die 292. Infanterie-Division war ein Großverband des Heeres der deutschen Wehrmacht im Zweiten Weltkrieg.

## Geschichte

### Aufstellung
Die Division wurde im Februar 1940 in Groß Born im Wehrkreis II als Teil der 8. Aufstellungswelle aufgestellt. 

### Westfeldzug
Für den Westfeldzug wurde die Division in den Raum Aachen verlegt und überquerte bei Monthermé die Maas. Am Oise-Aisne-Kanal kam es zu mehreren Kampfhandlungen. Nach Überqueren der Marne war die 292. ID in die Kämpfe von Soilly und Try verwickelt.

### Unternehmen Barbarossa

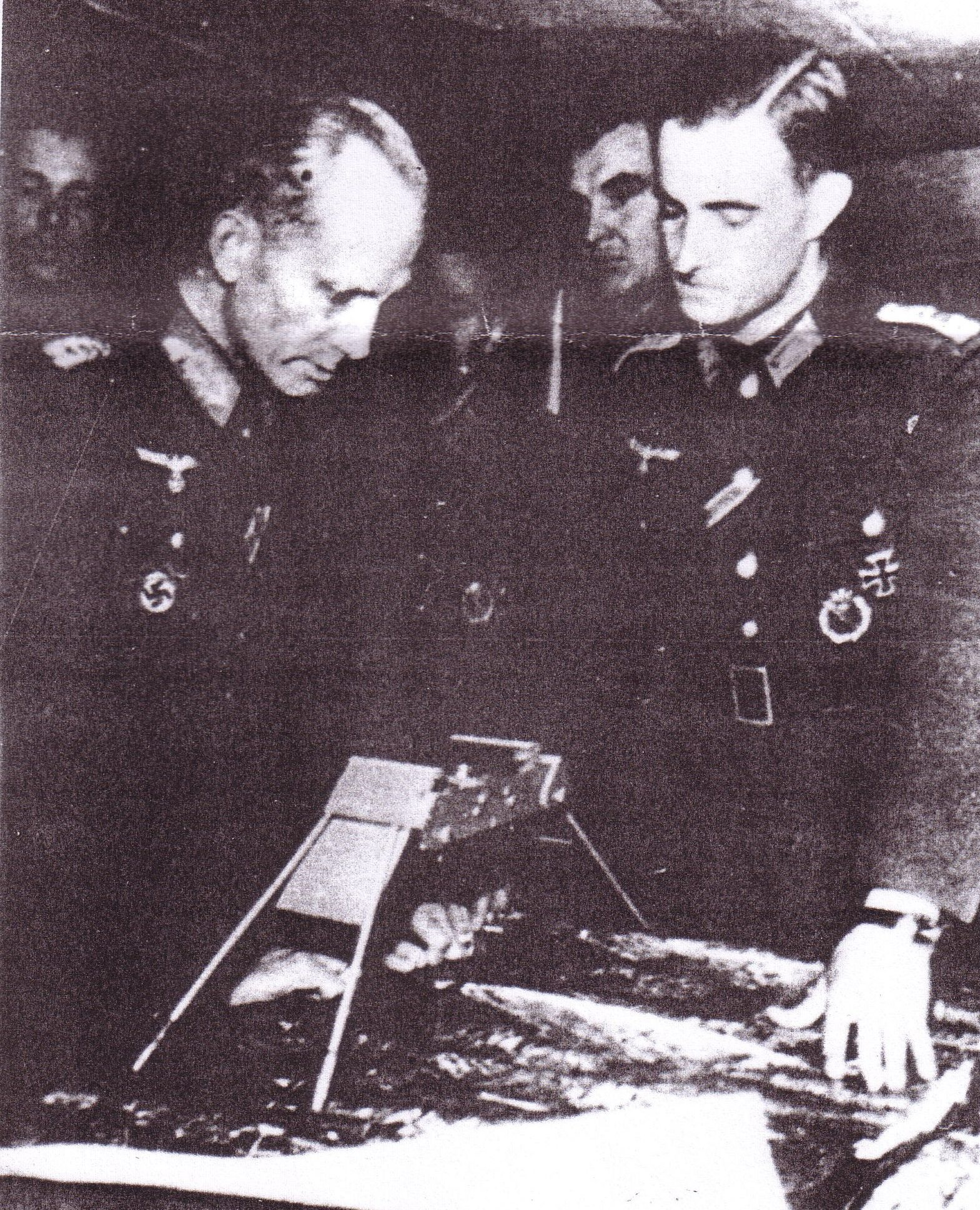
Divisionskommandeur, Generalmajor Rudolf Reichert, mit Adjutant des Grenadier-Regiments 509 bei der Lagebesprechung am Narew, November 1944.

1941 wurde die Division im Rahmen des Unternehmens Barbarossa an die polnisch-sowjetischen Grenze verlegt. Am 20. Juni 1941 schlugen Pioniere des PiBtl. 179 eine Pontonbrücke bei Drohiczyn-Rogawka über den Bug, so dass die 292. und 78. ID mit schwerem Gerät übersetzen konnten. Die IR 507, 508 und 509 überwanden den Fluss unter Schutz der Artillerie mit Schlauch- und Sturmbooten. Am 26. Juni 1941 erreichte IR 508 den Białowieża-Urwald, wo die Rote Armee die Angreifer mehrere Tage lang in einem schweren Waldkampf band. Weiterhin war die 292. ID an den Kämpfen um den Jelnja-Bogen (Juli bis September 1941), den Kesselschachten von Roslawl und Klinzy sowie der Doppelschlacht bei Wjasma und Brjansk beteiligt. Während des Vorstoßes auf Moskau wurde die 292. ID bei Akulowo und Nikolskije aufgehalten.

### Gruppe Seeger
Im Januar 1942 wurden die Reste der 292. ID, 183. ID und 255. ID in die Gruppe „Seeger“ eingebunden und kämpfte an den Stellungen des Istra-Flusses.

### 1943
Während des Jahres 1943 war die 292. ID am Unternehmen Büffelbewegung, dem Unternehmen Zigeunerbaron und dem Unternehmen Zitadelle der Heeresgruppe Mitte beteiligt.

### 1944
Das Jahr 1944 war geprägt von Abwehr- und Rückzugsgefechten zwischen Pripjet und Bug.

### Ostpreußen
1945 zog sich die Division nach Ostpreußen zurück. 

### Vernichtung
In der Kesselschlacht von Heiligenbeil wurde sie zerschlagen.

### Auflösung
Am 4. April 1945 wurde die Division offiziell aufgelöst.
| Datum          | Armeekorps       | Armee          | Heeresgruppe | Schauplatz       |  |
| -------------- | ---------------- | -------------- | ------------ | ---------------- |  |
| Juni 1940      | XXXXII           | 9. Armee       | B            | Frankreich       |  |
| Juli 1940      | XXXV             | 18. Armee      | –            | Polen            |  |
| September 1940 | XXXV             | 4. Armee       | B            | Polen            |  |
| Januar 1941    | XXXV             | 4. Armee       | B            | Polen            |  |
| Juni 1941      | IX               | 4. Armee       | Mitte        | Brest, Białystok |  |
| August 1941    | XX               | Panzergruppe 2 | Mitte        | Smolensk         |  |
| September 1941 | IX               | 4. Armee       | Mitte        | Smolensk         |  |
| Oktober 1941   | XX               | 4. Armee       | Mitte        | Jelnja           |  |
| November 1941  | VII              | 4. Armee       | Mitte        | Wjasma           |  |
| November 1941  | XX               | 4. Armee       | Mitte        | südl. Moskau     |  |
| Januar 1942    | XX               | 4. Armee       | Mitte        | südl. Moskau     |  |
| Februar 1942   | XX               | 4. Panzerarmee | Mitte        | Gschatsk         |  |
| Mai 1942       | XX               | 3. Panzerarmee | Mitte        | Gschatsk, Wjasma |  |
| September 1942 | IX               | 3. Panzerarmee | Mitte        | Gschatsk, Wjasma |  |
| Januar 1943    | IX               | 3. Panzerarmee | Mitte        | Gschatsk, Wjasma |  |
| Februar 1943   | XX               | 4. Armee       | Mitte        | Gschatsk, Wjasma |  |
| April 1943     | zur Verfügung    | –              | Mitte        | Orel             |  |
| Mai 1943       | zur Verfügung    | 2. Panzerarmee | Mitte        | Orel             |  |
| Juni 1943      | XXXXVII          | 2. Panzerarmee | Mitte        | Orel             |  |
| Juli 1943      | XXXXI            | 9. Armee       | Mitte        | Orel             |  |
| August 1943    | XXXXVII          | 9. Armee       | Mitte        | Orel             |  |
| September 1943 | XXXV             | 9. Armee       | Mitte        | Gomel            |  |
| Oktober 1943   | XXXV             | 2. Armee       | Mitte        | Gomel            |  |
| Dezember 1943  | XX               | 2. Armee       | Mitte        | Retschyza        |  |
| Januar 1944    | XX               | 2. Armee       | Mitte        | Pripjet          |  |
| April 1944     | XX               | 9. Armee       | Mitte        | Pripjet          |  |
| Mai 1944       | XX               | 9. Armee       | Mitte        | Pripjet          |  |
| Juli 1944      | XXIII            | 2. Armee       | Mitte        | Pripjet          |  |
| Oktober 1944   | Kavallerie Korps | 2. Armee       | Mitte        | Pinsk, Ostrow    |  |
| November 1944  | XXXXI            | 2. Armee       | Mitte        | Narew            |  |
| Januar 1945    | XX               | 2. Armee       | Mitte        | Narew            |  |
| Februar 1945   | XX               | 4. Armee       | Nord         | Heiligenbeil     |  |
| April 1945     | zur Verfügung    | OKH            | –            | Pillau           |  |

## Gliederung
- Infanterie-Regiment 507
- Infanterie-Regiment 508
- Infanterie-Regiment 509
- Artillerie-Regiment 292
  - I.–IV. Abteilung
- Panzerjäger-Abteilung (mot.) 292
- Fahrrad-Bataillon 292
- Pionier-Bataillon 292
- Nachrichten-Abteilung 292
- Nachschubtruppen

## Personen

### Kommandeure
| Dienstzeit                             | Dienstgrad      | Name               |
| -------------------------------------- | --------------- | ------------------ |
| 6. Februar 1940 bis 29. September 1941 | Generalleutnant | Martin Dehmel      |
| 29. September 1941 bis 24. August 1942 | Generalleutnant | Willy Seeger       |
| 24. August bis 1. September 1942       | Generalleutnant | Curt Badinski      |
| 1. September 1942 bis 20. Juli 1943    | Generalleutnant | Wolfgang von Kluge |
| 20. Juli 1943 bis 30. Juni 1944        | Generalleutnant | Richard John       |
| 30. Juni bis 1. September 1944         | Generalmajor    | Johannes Gittner   |
| 1. September 1944 bis April 1945       | Generalmajor    | Rudolf Reichert    |

### Erste Generalstabsoffiziere (Ia)
| Dienstzeit                           | Dienstgrad     | Name              |
| ------------------------------------ | -------------- | ----------------- |
| 8. Februar bis 1. Juni 1940          | Major          | Hubert Diermayer  |
| 1. Juni 1940 bis 5. Mai 1941         | Major          | Johannes Kirsch   |
| Mai 1941 bis 14. März 1942           | Major          | Joachim Meichßner |
| 15. März bis 29. August 1942         | Major          | Jobst von Reden   |
| August 1942                          | Major          | von Trotha        |
| August 1942 bis 10. Dezember 1943    | Oberst         | Wilhelm Deyhle    |
| 12. Dezember 1943 bis 1. August 1944 | Oberstleutnant | Erwin Fussenegger |
| 1. August 1944 bis 6. Mai 1945       | Major          | Rudolf Grüner     |

### Ausgezeichnete Angehörige der Division
Insgesamt wurden 23 Angehörige mit dem Ritterkreuz des Eisernen Kreuzes und 94 mit dem Deutschen Kreuz in Gold ausgezeichnet.
| Dienstgrad      | Name                | Einheit                                   | Verleihungsdatum   |
| --------------- | ------------------- | ----------------------------------------- | ------------------ |
| Hauptmann       | Walter Pufpaff      | Kommandeur III.Btl./IR 508                | 29. November 1941  |
| Leutnant        | Walter Brüning      | Adjutant und Führer III.Btl./IR 508       | 12. Januar 1942    |
| Oberleutnant    | Bernhard Kuhna      | Führer II.Btl./IR 508                     | 12. Januar 1942    |
| Hauptmann       | Julius Gerlach      | Bataillonskommandeur III.Btl./IR 507      | 10. Februar 1942   |
| Oberst          | Hans Hahne          | Regimentskommandeur IR 507                | 10. Februar 1942   |
| Oberfeldwebel   | Willi Zahn          | Zugführer 14. Kp./Panzerjäger GR 507      | 18. Juli 1943      |
| Leutnant        | Paul Weber          | Führer 9. Kp./GR 508                      | 25. Juli 1943      |
| Major           | Josef Fischer       | Bataillonskommandeur II. Btl./GR 507      | 6. August 1943     |
| Generalleutnant | Wolfgang von Kluge  | Divisionskommandeur 292. ID               | 29. August 1943    |
| Unteroffizier   | Otto Loose          | Geschützführer 14. Kp./Panzerjäger GR 507 | 4. November 1943   |
| Generalmajor    | Richard John        | Divisionskommandeur 292. ID               | 20. Dezember 1943  |
| Hauptmann       | Erich Plettner      | Bataillonskommandeur I. Btl./GR 507       | 1. Januar 1944     |
| Major           | Günther Johanns     | Bataillonskommandeur PiBtl. 292           | 9. Januar 1944     |
| Oberfeldwebel   | Ewald Tost          | Zugführer 1. Kp./GR 507                   | 27. August 1944    |
| Major           | Joachim Heidschmidt | Regimentskommandeur GR 509                | 27. August 1944    |
| Oberfeldwebel   | Kurt Lieske         | Zugführer II. Btl./GR 508                 | 2. September 1944  |
| Oberleutnant    | Walter Brauer       | Kompaniechef 14. Kp./Panzerjäger GR 507   | 10. September 1944 |
| Leutnant        | Harro Nolte         | Führer 4. Kp./GR 507                      | 4. Oktober 1944    |
| Major           | Jakob Zimmermann    | Regimentskommandeur GR 509                | 1. Februar 1945    |
| Oberfeldwebel   | Walter Wurl         | Zugführer 2. Kp./GR 509                   | 18. Februar 1945   |
| Feldwebel       | Wilhelm Günter      | Zugführer 13. Kp./GR 508                  | 5. März 1945       |
| Leutnant        | Heinz Meng          | Kompanieführer PiBtl. 292                 | 5. März 1945       |
| Generalmajor    | Rudolf Reichert     | Divisionskommandeur 292. ID               | 11. März 1945      |

### Bekannte Divisionsangehörige
- Erwin Fussenegger (1908–1986), war, als General der Infanterie, der erste Generaltruppeninspektor des Bundesheeres der Zweiten Republik Österreich
- Klaus Hoheisel (1906–1998), war von 1962 bis 1965, als Brigadegeneral des Heeres der Bundeswehr, Kommandeur der Heeresoffizierschule III